# Amerikaanse buldog
De Amerikaanse buldog komt voort uit de buldoggen die oorspronkelijk in Engeland leefden en werkten. Deze honden waren oorspronkelijk werkhonden die vee bijeen dreven en de eigendommen van de baas beschermden. De kracht van dit ras, samen met de moed en houding jegens levend vee vergrootte de populariteit bij mensen die aan "bull baiting" deden, waarbij buldoggen op een vaak vastgebonden of opgesloten stier afgestuurd werden. Toen deze sport in Engeland verboden werd, verdween het originele type buldog en werd dit vervangen voor de kortere, minder atletische hond die we nu als Engelse buldog kennen. De originele buldog werd behouden door werkende immigranten die hun honden meebrachten naar het zuiden van Amerika. Kleine boeren en ranchers gebruikten deze allround werkhond voor veel taken. Na de Tweede Wereldoorlog stierf het ras bijna uit. Johnson ging zich echter bezighouden met de wederopbouw van het ras samen met Scott die overigens een heel ander type fokte. De huidige Amerikaanse buldoggen zijn niet meer goed uit elkaar te houden qua type, doordat beide lijnen werden gekruist. De huidige hond is een werkhond die voor veel taken is in te zetten. Het is tevens een fijne en loyale hond binnen het gezin. Op 1 januari 1999 werd dit ras erkend door de Kennel Club in Engeland.
De Amerikaanse buldog heeft veel beweging nodig: het is een werkhond.

## Verschijning
De Amerikaanse buldog is een krachtige, atletisch gebouwde hond. De Amerikaanse buldog is sterk bespierd en heeft goede botten. Het lichaam is iets langer dan hoog. De borst is diep en matig breed met voldoende ruimte voor hart en longen. De ribben zijn goed gewelfd. De toplijn loopt iets op, vanaf de schouders naar de brede rug. De voorbenen zijn zwaar van bot en gespierd. De schouders zijn sterk en het schouderblad ligt goed schuin. De achterbenen zijn breed en gespierd. De hals is lang genoeg om te kunnen werken, maar kort genoeg om krachtig te zijn. De nek is stevig gespierd en op het breedste punt bijna zo breed als de kop. De nek mag niet te kort en te dik zijn.
Iedere kleur, kleurenpatroon of combinatie van kleuren is toegestaan, wel wordt 50 % wit geapprecieerd. Niet toegestaan (als rashond) zijn: eenkleurig zwart, eenkleurig blauw en driekleurig.
Het hoofd is groot en breed en straalt kracht uit. Van opzij gezien lopen schedel en snuit parallel aan elkaar en laten een
duidelijke stop zien. De stop is erg diep en abrupt, en maakt bijna een rechte hoek met de snuit. Het voorhoofd is, ondanks de diepe stop, eerder breed dan hoog. De schedel is groot, diep en breed tussen de oren. Vanaf de bovenkant is de schedel vierkant. Er is een middelmatig diepe voorhoofdsgroef aanwezig. De spieren van de wangen zijn goed ontwikkeld. De snuit is breed en loopt iets toe naar de neus. De lengte van de snuit is gelijk aan 35 tot 45% van de lengte van het hoofd. De lippen zijn middelmatig dik en hangen net. De neus is groot met goed geopende neusgaten. Een donkere neus heeft de voorkeur. De ogen zijn gemiddeld groot en staan goed uit elkaar. Alle oogkleuren zijn acceptabel, maar bruin heeft de voorkeur. De oren zijn klein tot middelmatig groot en zijn hoog aangezet. De oren hangen, staan rechtop of zijn half rechtopstaand. De tanden mogen niet zichtbaar zijn wanneer de mond gesloten is. Overbeet is niet toegestaan.
De staart is dik aan de basis en loopt toe naar de punt. De staart wordt laag aangezet. Een staart die gedragen wordt in de vorm van een "pomp zwengel" wordt geprefereerd. De staart mag nooit over de rug gedragen worden, noch mag de staart hoog gedragen worden als de hond in rust is. De voeten zijn rond, gemiddeld groot met aaneengesloten tenen. De beharing is kort, dicht aaneenliggend en hard aanvoelend. De schofthoogte van een reu is 57 - 70 cm, van een teef 52 - 65 cm.